# Not (fiskeredskap)

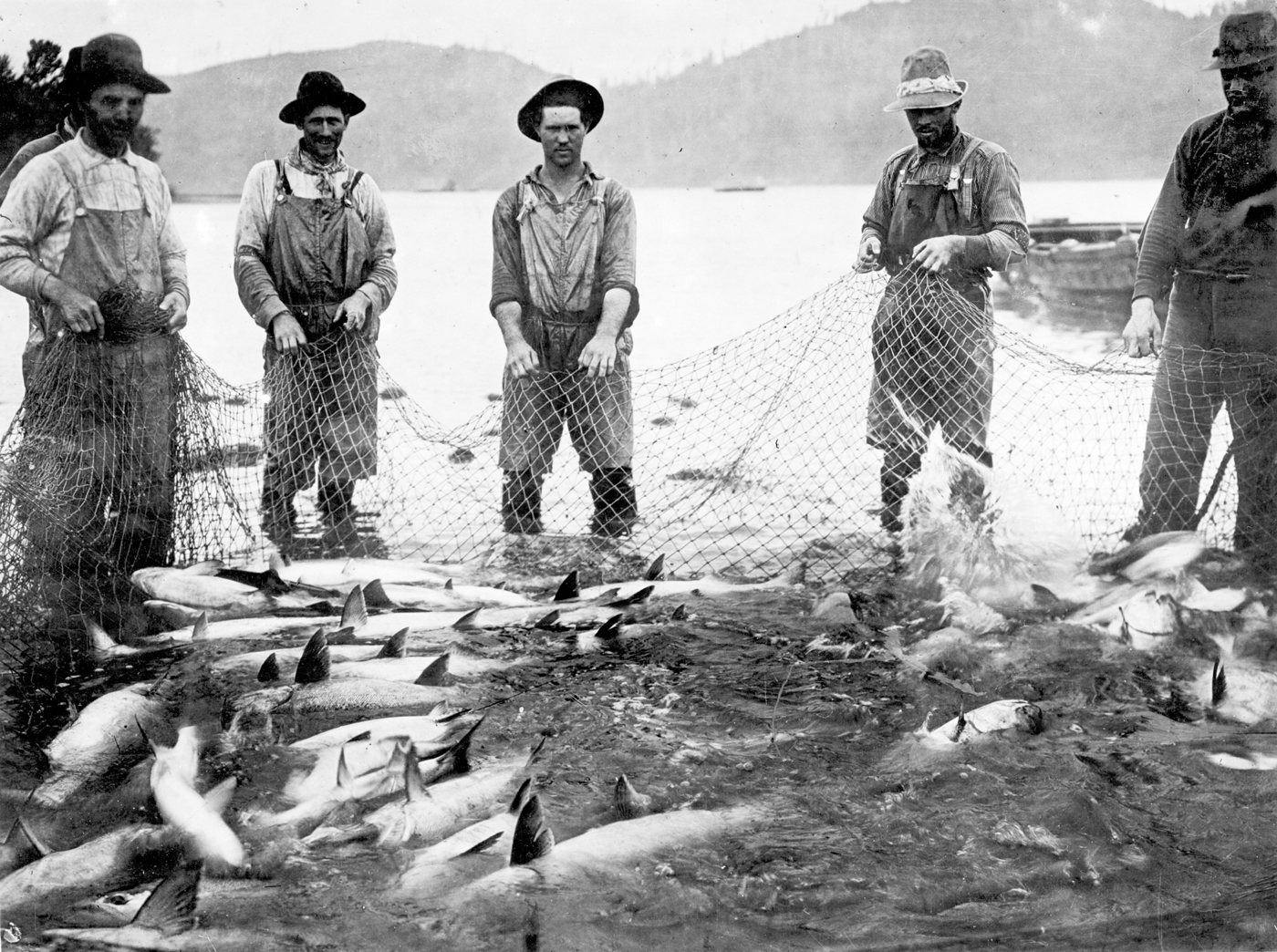
Fiskare med notdragning efter lax vid stranden av Columbiafloden

Not, eller notvarp, är ett fiskeredskap i form av ett stort nät bundet av garn. Noten dras genom vattnet och tas ihop ("öras") antingen vid stranden eller i en båt.

## Beskrivning
På den svenska Västkusten har redskapstypen i allmänhet i stället kallats vad.
Notarna delas huvudsakligen in i några olika typer - de raka notarna, som var den vanligaste typen och kilnotar med en kil eller kalv som främst användes för fiske av bottenlevande arter. Båda dessa typer av notar har kallats landnotar då de främst användes för fiske från land eller i närheten av land, till skillnad från Snörpvad och Snurrevad.
Noten består av en mittdel ("bröstet" eller "hugget"), ofta försedd med en påslik, eller kilformad förlängning ("kilen" eller "kalven"), i vilken fisken ska samlas upp, och två "armar", en på vardera sidan. Genom att dra nätet tvingas fiskarna in i struten där de fastnar. Noten läggs ut i halvcirkel och dras med tåg fästa i "armarna". För att noten ska hållas i sin rätta ställning i vattnet är den försedd med flöten som är fästa vid överdelen, samt med sänken av sten eller bly eller dylikt på underdelen, så kallade varpar, så att nätet följer botten. Notar finns i olika storlek, från några få meter till hundratals meter. Längden på en not anges ofta genom längden på vardera armen, tidigare i Aln.
Noten spänns ofta över ett smalt vattenområde, som en bäck, å eller en vik. Det kan dras från strandkanten eller från båt, med handkraft eller med olika hjälpmedel, nuförtiden oftast med traktorvinsch. När man drar not med båt påminner tekniken om modern trålning.
Historiskt var det mycket vanligt att dra not varför det finns en mängd regleringar om notdragning i medeltida lagtexter. Ordet "not" härleds från isländska nòt och är en äldre betydelse av verbet "njuta", som i fornsvensk tid även kunde betyda "fiska". "Varp" är en äldre beteckning på vävtyngd men betecknar idag oftast själva väven. Notvarp kan även beteckna platsen där man drar not. Ordet användes förr även som en liknelse när man talade om ett osystematiskt hopsamlande, på samma sätt som ordet tråla kan användas idag.
Bonot användes på vissa håll som benämning på en not med många flöten och sänken, som läggs ut från två båtar och dras ihop ungefär på den plats där den lagts ut. Bonot används främst på undervattensgrund.